# Objet compact

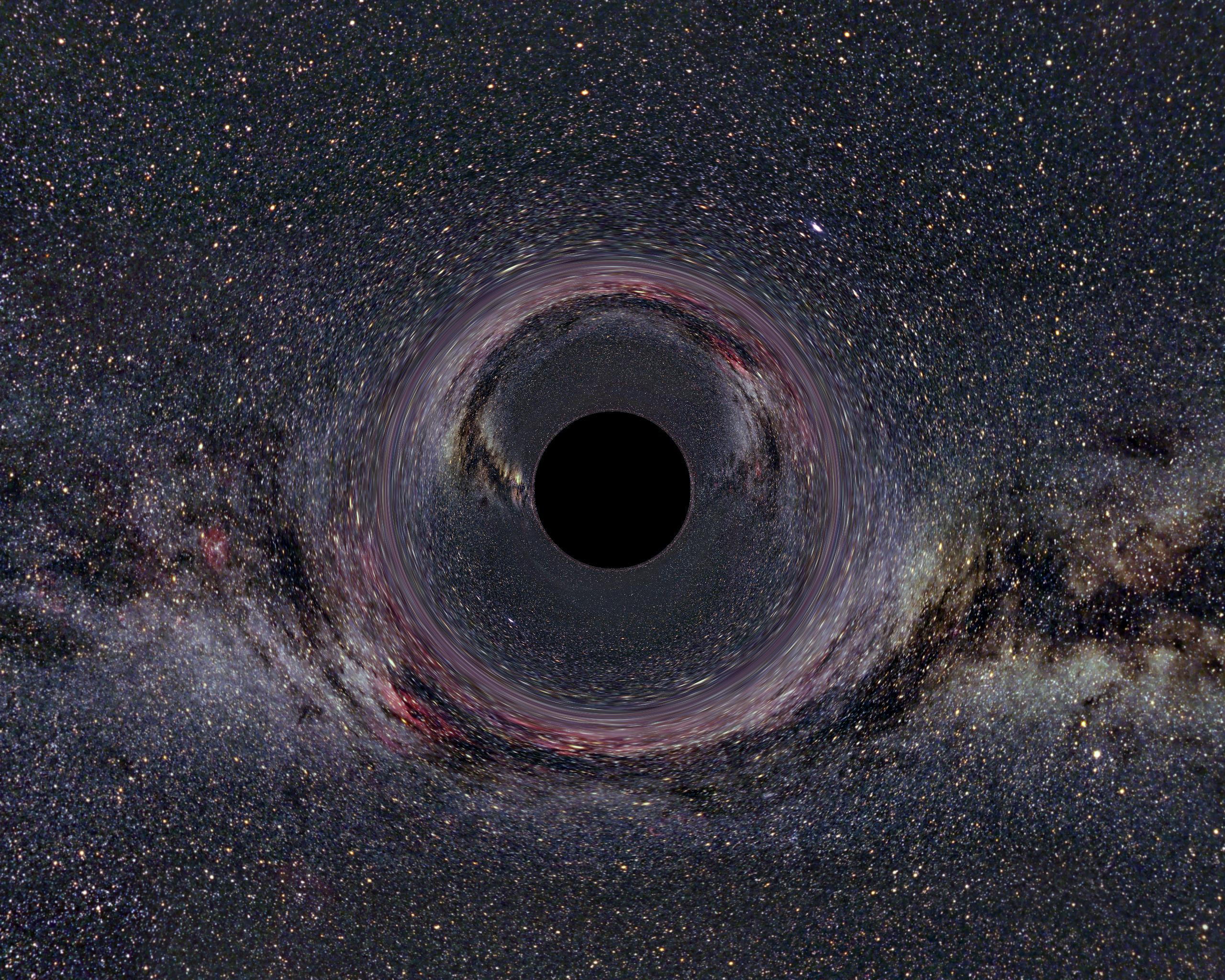
Simulation d'un trou noir de 10 masses solaires vu d'une distance de 600 km.

En astronomie, un objet compact est en général un astre de haute compacité (et non pas nécessairement de haute densité), tel qu'un résidu de l'évolution stellaire. Une étoile à neutrons (incluant les pulsars), un trou noir, ou, si elles existent, les étoiles étranges sont des objets compacts. Selon les cas, une naine blanche est ou non considérée comme un objet compact.
La compacité mesure l'intensité des effets gravitationnels relativistes au voisinage de la surface (ou de l'horizon dans le cas d'un trou noir) de l'astre. Aussi subjective soit-elle, la limite usuellement prise à partir de laquelle un objet est compact est 0,01 ; ce qui exclut les naines blanches mais inclut étoiles à neutrons et trous noirs.[réf. nécessaire]